# Verónica Gómez
Verónica Gómez Pino (Maracaibo, Estado  Zulia, Venezuela, 22 de enero de 1983), conocida como La Vero Gómez, es una locutora, comediante, creadora de contenido y filántropa venezolana. Ha trabajado en varios programas de la emisora radial La Mega, actualmente conduce Fuera de forma. Realiza giras de Stand-Up Comedy por Venezuela, Latinoamérica y Europa; y es la conductora de los Premios Pepsi Music Venezuela desde 2017 junto a Ricardo del Búfalo.

## Carrera
Verónica empezó a trabajar en la comunicación a los 19 años como pasante en la carrera de comunicación social y asistente de producción en un programa de radio de la emisora La Mega llamado "A salvo" con Luis Chataing y Miguel Arias. Trabajar junto a personas como Chataing, Henrique Lazo, Erika de la Vega o Ana María Simón le ofreció experiencia importante. En esta etapa Gómez no estaba segura de a qué dedicarse e inicialmente estaba más interesada en el periodismo escrito y el reportaje de sucesos, pero  la idea de estar en La Mega la motivó a hacer radio. Verónica participó y resultó ganadora en un concurso realizado por la emisora, “La voz Mega”; como resultado y premio pudo tener su primer programa junto con Iván Matta, "El Ferrari de La Mega", que la llevó a recorrer el país.
Después de trabajar en El Ferrari de La Mega, trabajó en la Guardia Musical y en La Zona Escolar. Luego de que el 25 de septiembre de 2017 el programa "Calma pueblo" saliera del aire, el cual compartía con Manuel Silva y José Rafael Guzmán, regresó a trabajar en la emisora en el programa de radio "Fuera de forma" junto a Humberto Turinese, locutor, comentarista y periodista deportivo.
Verónica Gómez también ha sido la conductora de la quinta, sexta, séptima, octava y novena ediciones de los Premios Pepsi Music Venezuela, junto con el comediante Manuel Silva, en 2017, 2018, 2019, 2020 y 2021 respectivamente.
En 2018 inició un podcast web llamado de "De A Toque", el cual comenzó siendo integrado por tres comediantes venezolanos, incluyéndola, proyecto que terminó conduciendo solo con Gabo Ruíz. Los episodios duran entre cincuenta minutos hasta una hora y media y han tenido una acogida increíble por el público. También participó en la comedia teatral "Relatos", de la actriz y cantante Nati Román.
La Vero Gómez también se ha presentado en una larga lista de ciudades haciendo Stand-Up, ha girado por Venezuela, Latinoamérica, Europa y Estados Unidos.  